# Урумкайський сільський округ
Урумка́йський сільський округ (каз. Үрүмқай ауылдық округі, рос. Урумкайский сельский округ) — адміністративна одиниця у складі Бурабайського району Акмолинської області Казахстану. Адміністративний центр — село Урумкай.
Населення — 2538 осіб (2021; 2930 у 2009, 3796 у 1999, 4234 у 1989).
Станом на 1989 рік існували Карашиліцька сільська рада (села Карашилік, Корнекти, Красний Кордон) та Урумкайська сільська рада (села Дмитрієвка, Интали, Кіндик-Карагай, Ковалевка, Кульстан, Урумкай).

## Склад
До складу округу входять такі населені пункти:
| Населений пункт      | Населення, осіб (1989) | Населення, осіб (1999) | Населення, осіб (2009) | Населення, осіб (2021) |
| -------------------- | ---------------------- | ---------------------- | ---------------------- | ---------------------- |
| Дмитрієвка, село     | 785                    | 613                    | 441                    | 360                    |
| Интали, село         | 199                    | 199                    | 72                     | 30                     |
| Карашилік, село      | 701                    | 774                    | 665                    | 663                    |
| Кіндіккарагай, село  | 355                    | 405                    | 252                    | 181                    |
| Ковалевка, село      | 126                    | 9                      | -                      | -                      |
| Корнекти, село       | 295                    | 272                    | 229                    | 203                    |
| Красний Кордон, село | 244                    | 239                    | 203                    | 170                    |
| Кульстан, село       | 203                    | 167                    | 104                    | 84                     |
| Урумкай, село        | 1326                   | 1127                   | 964                    | 847                    |